# 循州路
循州路，元至元十三年（1276年）升循州置，治龙川县（今广东龙川县西南）。属江西等处行中书省。辖境相当今广东省连平、和平、龙川、兴宁、五华等市县地。二十三年复为州。 